# Adolf Feizlmayr
Adolf Helmut Feizlmayr (* 1937) ist ein österreichischer Ingenieur und einer der beiden Gründer von ILF Consulting Engineers, einem international tätigen Unternehmen für Ingenieur- und Beratungsleistungen.

## Leben und Wirken
Feizlmayr wuchs auf einem Bauernhof in Oberösterreich auf und studierte Erdölwesen an der Montanuniversität Leoben. Ab 1965 arbeitete er am Projekt der Transalpinen Ölleitung (TAL). Dort lernte er Pius Lässer kennen, mit dem er 1969 die Ingenieurgemeinschaft Lässer-Feizlmayr (ILF) Innsbruck-München gründete, die heute als ILF Consulting Engineers firmiert.
Feizlmayr war maßgeblich an der Entwicklung des Unternehmens beteiligt, wobei er sich vor allem dem Aufbau des Bereichs Pipelinetechnik widmete. Danach beschäftigte er sich zunehmend mit erneuerbaren Energien und Klimaschutz. Von 2016 bis 2019 war er Vorsitzender des Aufsichtsrats von ILF.
Feizlmayr lebt und arbeitet seit 1969 in München.

## Auszeichnungen
- Silbernes Ehrenzeichen für Verdienste um die Republik Österreich (1978)
- Ehrendoktorwürde der Montanuniversität Leoben (2003)[2]
- Goldener Ehrenring der Technischen Universität München (2007)[3]
- Ehrensenator der Montanuniversität Leoben (2019)[4]
- Großer Tiroler Adler-Orden (2023)[5]

## Veröffentlichungen (Auswahl)
- Die technische Argumentation über die Sicherheit einer großen Pipeline in den Alpen, Erdöl-Erdgaszeitschrift (1965)
- Planung und Bau von Stationen für Mineralölfernleitungen, Erdöl-Erdgaszeitschrift (1975)
- Vorbereitung, Planung und Bauleitung für den Arlberg-Straßentunnel, Österreichische Ingenieurzeitschrift (1978)
- The Riyadh Water Transmission System (RWTS), Desalination (1981)
- Aspekte bei der Planung von Industrieanlagen, Erdöl-Erdgas-Zeitschrift (1989)
- Die Mitteleuropäische Rohölleitung (MERO), Erdöl-Erdgas-Zeitschrift (1995)
- Lower costs, environmental protection drive future pipeline technologies, Oil & Gas Journal (1999)
- Economic analysis of crude oil pipelines, Oil & Gas Journal (2000)
- Analysis pegs pipeline ahead of LNG for Caspian area gas to China, Oil & Gas Journal (2004)
- Pipeline Adern der Wirtschaft, Erdöl Erdgas Kohle (2011)